# Colatina
Colatina là một đô thị thuộc bang Espírito Santo, Brasil. Đô thị này có diện tích 1423,271 km², dân số năm 2007 là 99037 người, mật độ 69,58 người/km².